# Landschapsbeheer Groningen
Landschapsbeheer Groningen houdt zich sinds 1983 bezig met het ontwikkelen, beheren en herstellen van het karakteristieke Groningse landschap. Het is een van de 12 provinciale organisaties die samenwerken binnen Landschapsbeheer Nederland, die onderdeel vormt van overkoepelende stichting LandschappenNL waartoe ook de Provinciale Landschappen behoren.
Landschapsbeheer Groningen maakt zich sterk voor behoud en ontwikkeling van het cultuurlandschap in Groningen.

## Werkwijze en prioriteiten
Landschapsbeheer Groningen houdt zich bezig met advies, voorlichting en praktisch beheer, allemaal betreffende het Groninger landschap. De organisatie heeft, anders dan Het Groninger Landschap, geen eigen terreinen en werkt dus altijd samen met bewoners, overheden en maatschappelijke organisaties. Daarbij gaat het om verbetering van de biodiversiteit en de cultuurhistorische waarde van het gebied. De stichting heeft professionals in dienst maar is sterk afhankelijk van de inzet van ruim 500 vrijwilligers en voor samenwerking en geldelijke ondersteuning van grondeigenaren en overheden.

## Projecten
Voorbeelden van projecten van de stichting die kenmerkend zijn voor de provincie zijn die rond slingertuinen, wierden, hagen en petgaten.
De stichting houdt zich al decennia bezig met het herstel en onderhoud van zogenaamde slingertuinen, die in de loop van de tijd verwaarloosd zijn. Het gaat om in Engelse landschapsstijl aangelegde tuinen, vaak gelegen bij monumentale boerderijen, veelal in het Oldambt. Kenmerkend zijn onder andere de slingerende paden, waterpartijen, solitaire bomen en hoogtes. Typisch voor het kustgebied zijn terpen en wierden, die door woningbouw, intensievere landbouw en erosie aangetast zijn en soms (bijna) verdwenen. De stichting probeert de terpen zo veel mogelijk te herstellen en het 'verhaal achter elke wierde' te vertellen en tevens aandacht te vragen voor de cultuurhistorische waarde van de terpdorpen. Voor delen van Groningen, zoals het Westerkwartier zijn hagen en houtsingels beeldbepalende elementen, die echter, doordat de functie verminderd is, onderhoud vragen. Dit is eveneens een taak van de stichting. Het project rond petgaten is er op gericht nieuwe petgaten te graven nabij reeds bestaande.